# History (musikalbum av Dune)
History är ett samlingsalbum från 2000 av den tyska musikgruppen Dune. Albumet släpptes på skivbolaget Orbit Records.

## Låtlista
1. Hardcore Vibes 2000
2. Are You Ready To Fly (Radio Edit)
3. Can’t Stop Raving (Video mix)
4. Rainbow to the Stars (Video mix)
5. Hand In Hand (Video mix)
6. Million Miles From Home
7. Who Wants To Live Forever (Komakino remix cut)
8. Nothing Compares 2 U (Beam & Yanou radio cut)
9. Keep the Secret (Radio edit)
10. Electric Heaven (Kay Cee remix cut)
11. Dark Side of the Moon (Video mix)
12. Back to the Future
13. Here I Am
14. Space Invaders

Med albumet följer ett spel: Keep the Secret.